# Atole

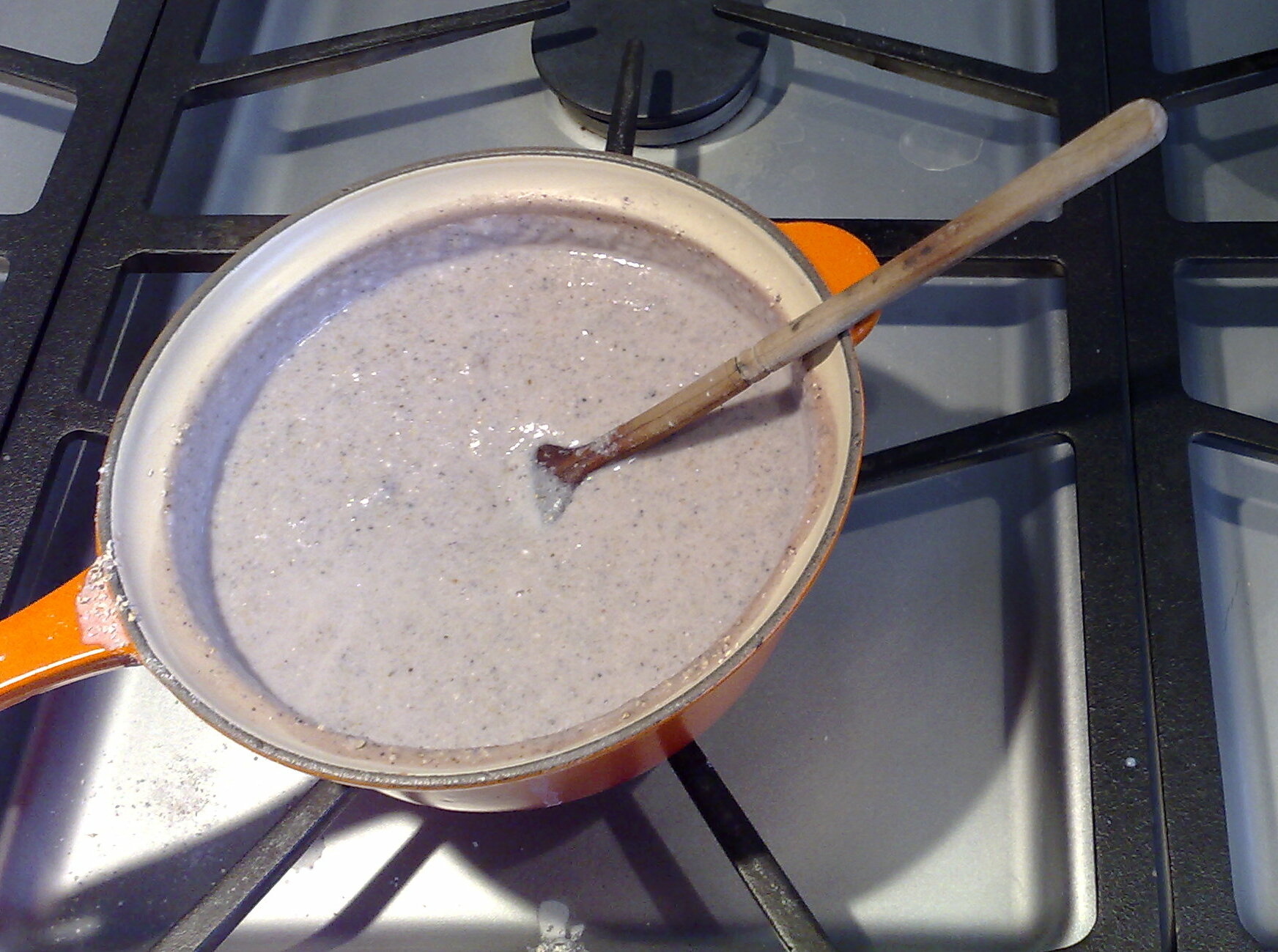
Atole

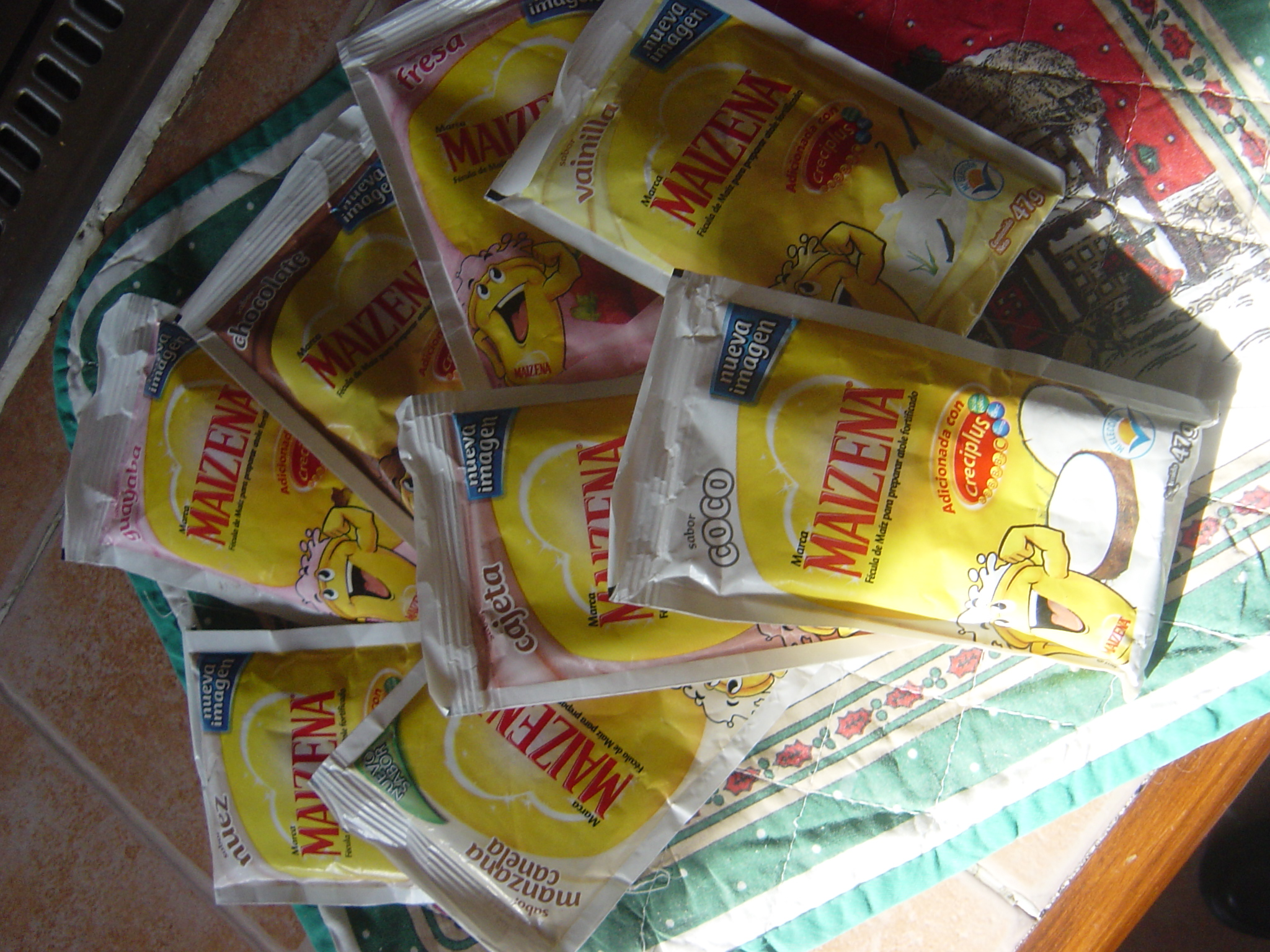
Saszetki z atole w różnych smakach

Atole, z języka nahuatl atolli (od atl "woda" i tol zdrobnienie) – napój popularny w Meksyku, Gwatemali i innych krajach Ameryki Środkowej, o korzeniach jeszcze przedkolumbijskich. W swojej pierwotnej formie składał się z mąki kukurydzianej rozrobionej z wodą, ugotowanej i posłodzonej. Gotowy napój jest dość gęsty, spożywany na gorąco.
Współcześnie podaje się atole zazwyczaj z różnego rodzaju dodatkami smakowymi: z kakao, wanilią, anyżem, kwiatami pomarańczy, owocami, orzechami itd. Tradycyjnie do słodzenia używa się piloncillo brązowego cukru trzcinowego.
Często bywa sprzedawane na ulicach jako dodatek do tamales.
W niektórych miejscowościach środkowego Meksyku spotyka się również wersję pikantną, nazywaną chileatole, przyprawioną chili i epazote.